# 성모 승천 대성당

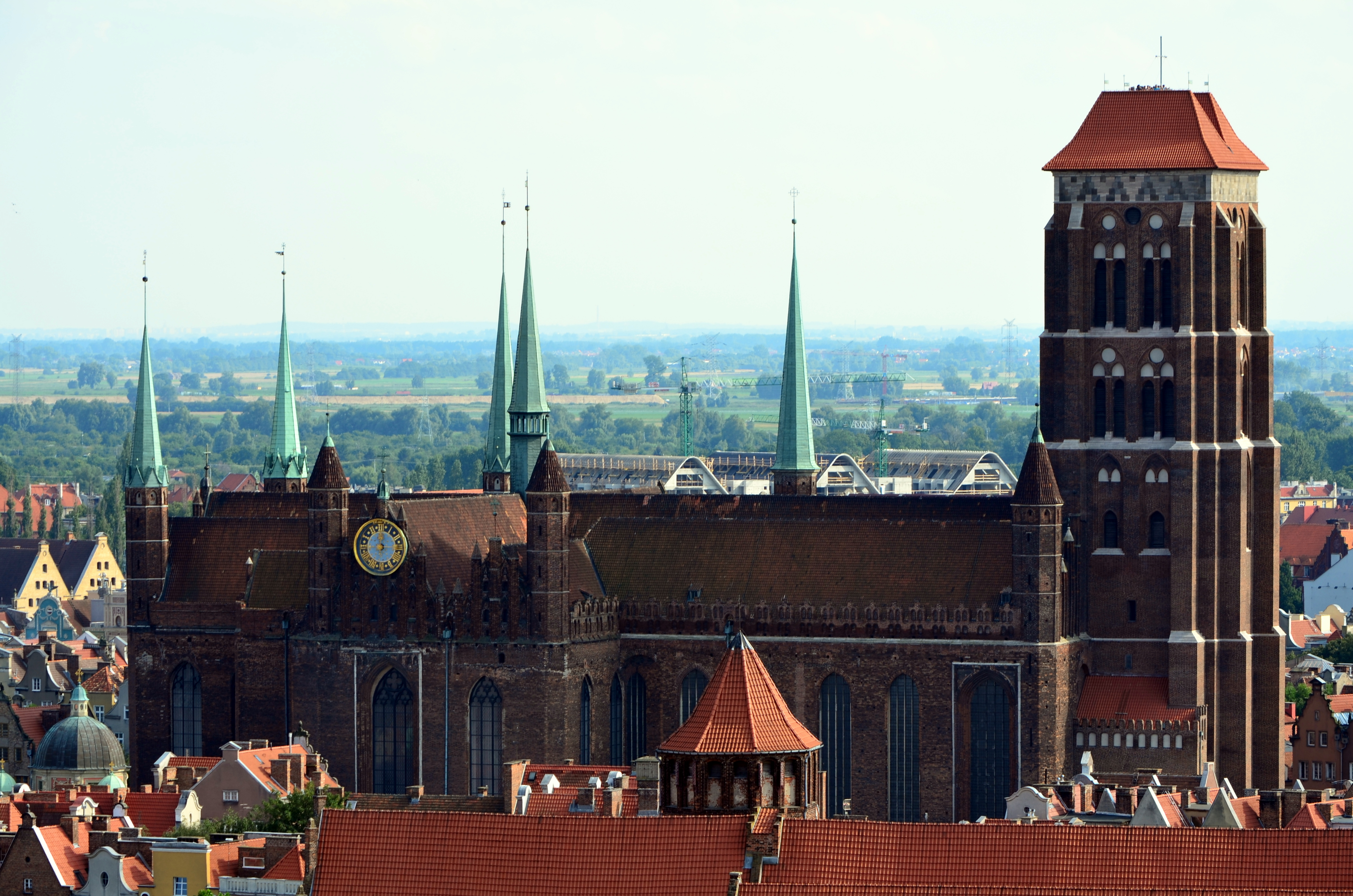
성모 승천 대성당

성모 성당(폴란드어: Bazylika Mariacka, 독일어: St. Marienkirche)은 폴란드 그단스크에 위치한 대성당으로, 과거에는 성모 승천 대성당(폴란드어: Bazylika konkatedralna Wniebowzięcia Najświętszej Maryi Panny)으로 알려져 있었다. 1379년에 공사를 시작하였으며, 그 부피는 185,000~190,000m³에 달해 현재 세계에서 벽돌조 성당으로는 두번째 또는 세번째로 크다.
1536년부터 1572년까지는 가톨릭 성당과 루터파 개신교 교회로 동시에 사용되었으며, 그 이후부터 1945년까지는 세계에서 두번째로 큰 루터파 개신교 교회였다.
건물의 길이는 105.5미터, 너비는 66미터이며, 2만 5천 명을 수용할 수 있다.